# Maculotriton serriale
Maculotriton serriale är en snäckart som först beskrevs av Gérard Paul Deshayes 1834.  Maculotriton serriale ingår i släktet Maculotriton och familjen purpursnäckor. Inga underarter finns listade i Catalogue of Life.